# Dornier Do 31
Dornier Do 31 – niemiecki eksperymentalny samolot transportowy pionowego startu i lądowania.

## Historia
W połowie lat 60. w niemieckiej wytwórni lotniczej Dornier Flugzeugwerke GmbH opracowano eksperymentalny wojskowy samolot transportowy pionowego startu i lądowania. Pierwszy lot samolotu oznaczonego jako Dornier Do 31E odbył się w dniu 10 lutego 1967 roku, przy czym był to normalny start z lotniska. Dopiero drugi prototyp posłużył do prób statycznych. Zbudowano jeszcze trzeci prototyp który posłużył do prób pionowego startu i lądowania. Po serii prób ostatecznie wycofano się z tego projektu w 1970 roku, rezygnując z dalszych prób i rozwijania tego projektu.

## Użycie w lotnictwie
Samoloty Dornier Do 31E były używane wyłącznie do lotów próbnych w jednostce eksperymentalnej Luftwaffe – Erprobungsstelle 64 w latach 1967 - 1970. Po rezygnacji z dalszych badań samoloty przekazano do muzeum. Jeden znajduje się w Dornier-Museum w Friedrichshafen a drugi w Deutsches Museum Flugwerft Schleissheim w Oberschleißheim.

## Opis konstrukcji
Samolot Dornier Do 31 był górnopłatem o konstrukcji całkowicie metalowej. Skrzydło klasyczne pokryte laminatem. Do lotu poziomego służyły mu dwa silniki odrzutowe, a do lotu pionowego dodatkowo cztery silniki nośne. 
Kadłub ma przekrój kołowy o średnicy 3,2 m, do wnętrza kadłuba prowadzi tylna rampa otwierana hydraulicznie. Wewnątrz kadłuba może przebywać 36 żołnierzy z pełnym uzbrojeniem lub 3 samochody terenowe lub 24 pary noszy z rannymi. 
Podwozie trzypodporowe z kołem przednim, chowane w locie. 
Samolot był wyposażony w 2 silniki odrzutowe o ciągu 68,95 kN każdy do lotu poziomego z możliwością zmiany położenia dysz. Ponadto do lotu pionowego wyposażony w 4 silniki odrzutowe o ciągu 19,57 kN w dwóch zespołach. 